# Amt Nordsee-Treene

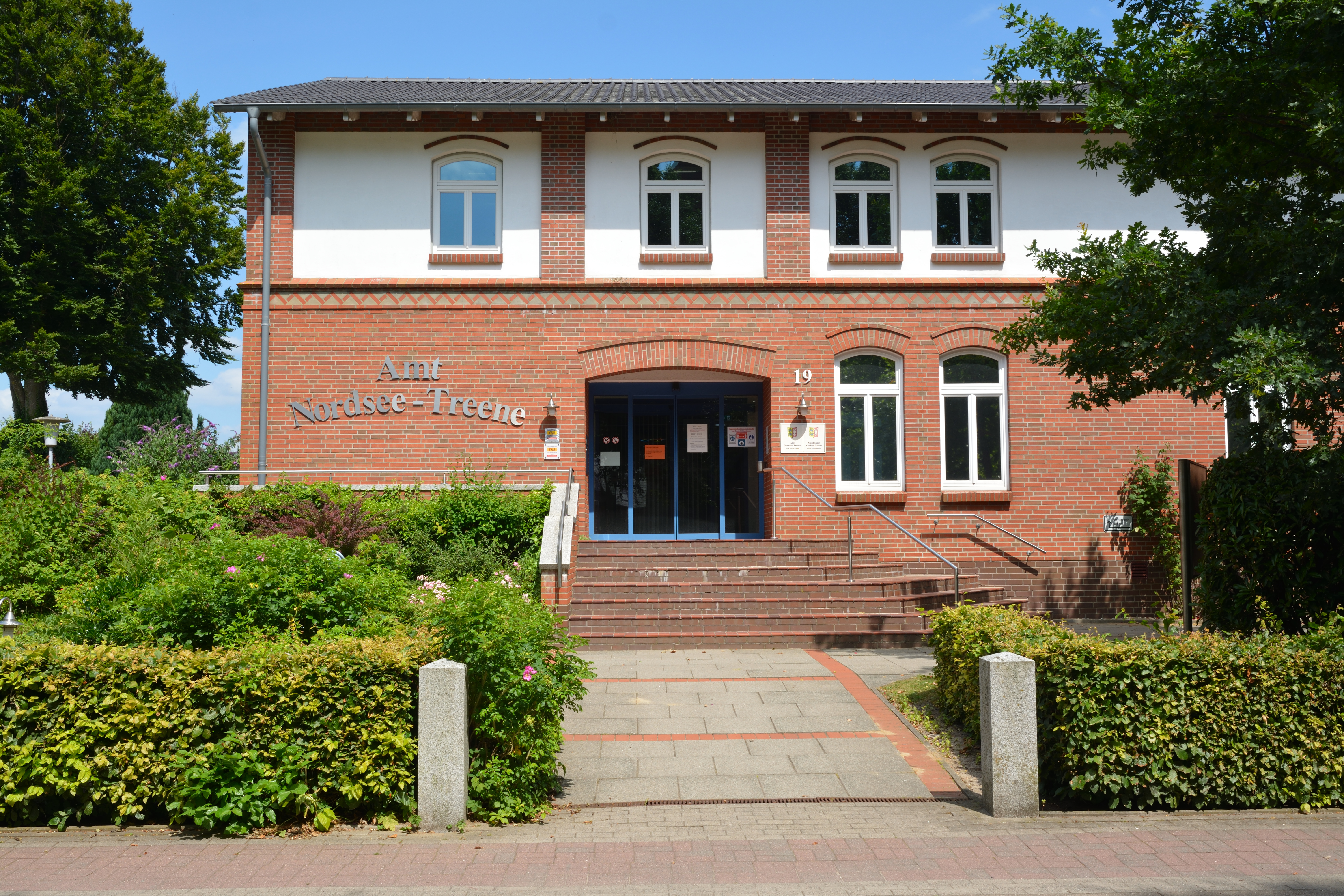
Amtsgebäude in Mildstedt

Das Amt Nordsee-Treene ist ein Amt im Kreis Nordfriesland in Schleswig-Holstein. Die Stadt Friedrichstadt bildet eine Verwaltungsgemeinschaft mit diesem Amt, das die Verwaltungsgeschäfte für die Stadt führt. Neben dem Hauptsitz der Verwaltung in Mildstedt gibt es Bürgerbüros in Friedrichstadt, Hattstedt und auf Nordstrand.

## Geschichte
Das Amt Nordsee-Treene wurde zum 1. Januar 2008 aus den Gemeinden der ehemaligen Ämter Friedrichstadt (mit Ausnahme der Stadt Friedrichstadt), Hattstedt, Nordstrand und Treene gebildet.

## Amtsangehörige Gemeinden
| 1. Arlewatt 2. Drage 3. Elisabeth-Sophien-Koog 4. Fresendelf 5. Hattstedt 6. Hattstedtermarsch 7. Horstedt 8. Hude 9. Koldenbüttel | 1. Mildstedt 2. Nordstrand 3. Oldersbek 4. Olderup 5. Ostenfeld (Husum) 6. Ramstedt 7. Rantrum 8. Schwabstedt 9. Seeth | 1. Simonsberg 2. Süderhöft 3. Südermarsch 4. Uelvesbüll 5. Winnert 6. Wisch 7. Wittbek 8. Witzwort 9. Wobbenbüll |